# Айталан
Айтала́н — деревня в Елабужском районе Татарстана, находится в составе Татарско-Дюм-Дюмского сельского поселения.

## История
Основана кряшенами во второй половине XVII в.
Происхождение ойконима Айталан связано с двумя топокомпонентами: мар. ото — роща + тат. алан — поляна, т.е. роща в поле.
В XVIII — первой половине XIX вв. жители относились к категории государственных крестьян. Занимались земледелием, разведением скота, извозом, работали подёнщиками в соседних селениях.
До 1920 г. деревня входила в Черкасовскую волость Елабужского уезда Вятской губернии.
С 1921 г. находилась в составе Елабужского, с 1928 г. — Челнинского кантонов ТАССР.
С 10.08.1930 г. в Елабужском, с 19.02.1944 г. в Мортовском, с 19.11.1954 г. в Елабужском районах.

## География
Деревня Айталан расположена в северо-западной части Республики Татарстан в 190 км на восток от Казани, в 4 км от левого берега реки Вятка, в 17 км от правого берега реки Кама. Через деревню протекает речка Айталан.
Расстояния по шоссейным дорогам до близлежащих городов: Мамадыш —  37 км, Елабуга — 47 км, Набережные Челны — 81 км. 

### Климат
Климат преимущественно средне-континентальный. Это относительно непродолжительный теплый сухой летний, сравнительно теплый зимний, прохладный ясный весенний и влажный теплый осенний климат.

## Население
| Численность населения до 2000 года (по годам): |       |       |       |       |       |       |       |      |      |
| 1859                                           | 1887  | 1920  | 1926  | 1938  | 1949  | 1958  | 1970  | 1979 | 1989 |
| 100                                            | ↗ 310 | ↗ 331 | ↗ 354 | ↘ 321 | ↘ 261 | ↘ 142 | ↘ 120 | ↘ 69 | ↘ 18 |

| Численность населения после 2000 года (по годам): |      |      |      |      |      |      |      |      |
| 2000                                              | 2015 | 2016 | 2017 | 2018 | 2019 | 2020 | 2021 | 2022 |
| ↘ 13                                              | ↘ 11 | ↗ 12 | 12   | ↘ 11 | 11   | 11   | ↗ 14 | ↘ 13 |

На 1 января 2022 г. в Айталане зарегистрировано 13 человек, из них по национальному признаку: татар — 10 чел. (в том числе кряшен — 8 чел.), русских — 3 чел.

## Инфраструктура
До населённого пункта проложена дорога с асфальтовым полотном, существует регулярное автобусное маршрутное сообщение с городом Елабуга. 
Отделения связи, объекты здравоохранения, образования, торговли отсутствуют.
Одна из немногих деревень в Татарстане не газифицирована.

## Экономика
Жители занимаются ведением личного подсобного хозяйства. 
Большая часть жителей деревни являются пенсионерами. 

## Достопримечательности

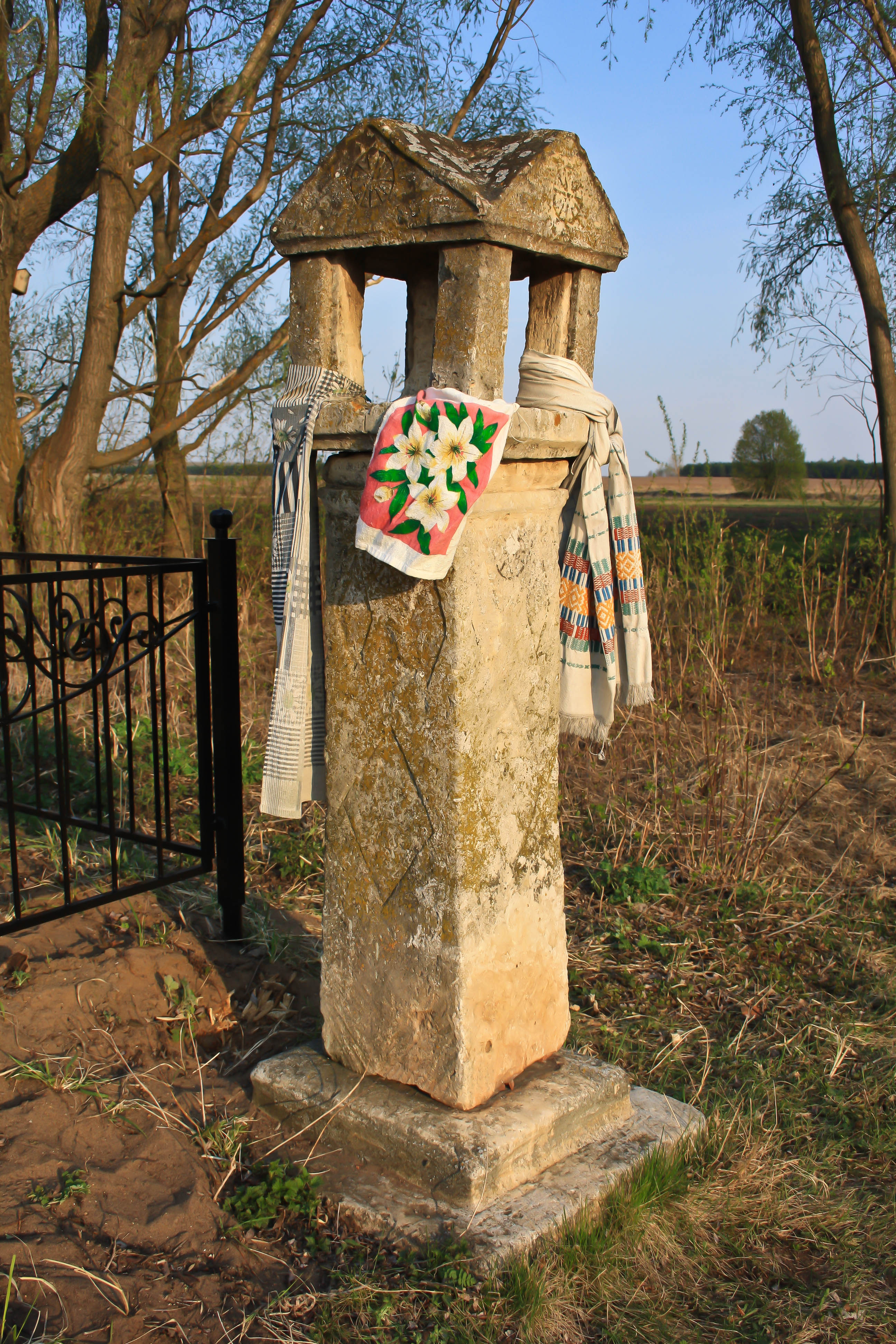
Каменная часовня – столобок в деревне Айталан. Автор и дата сооружения неизвестны.

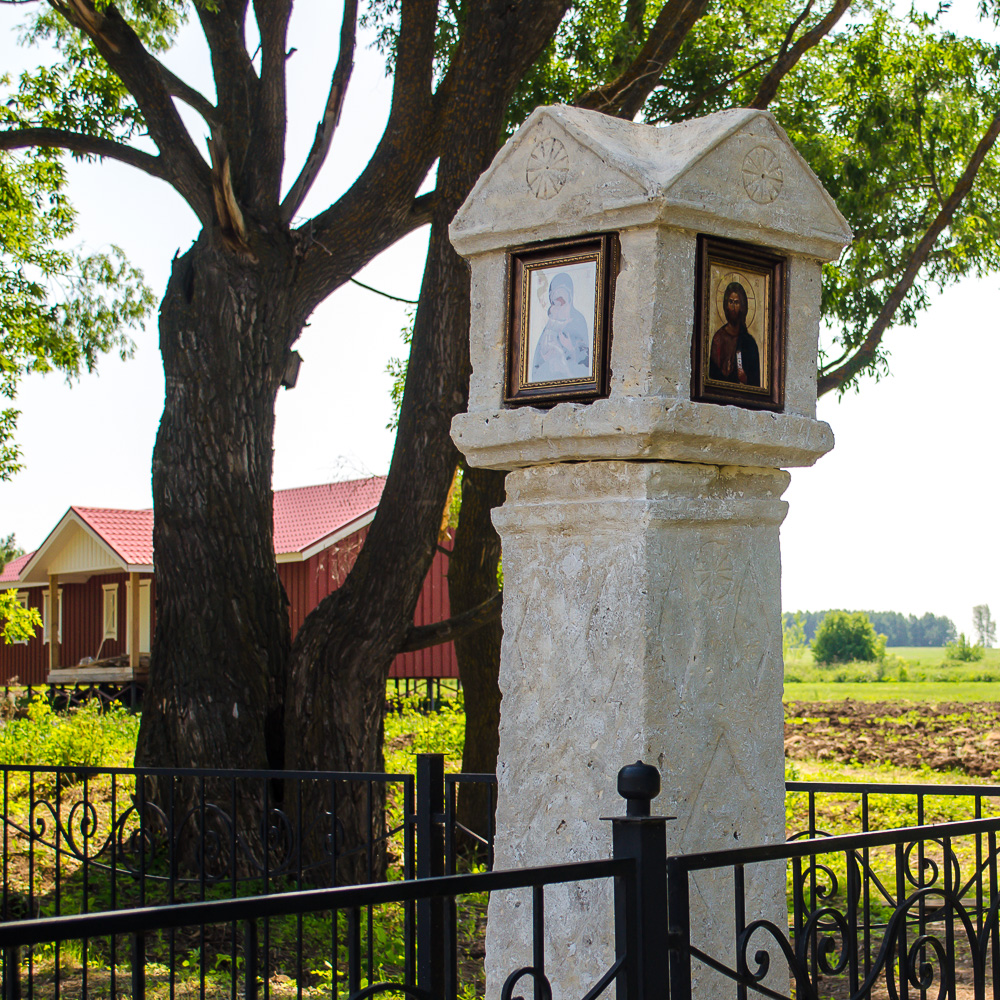
Иконостас каменной часовни в деревне Айталан. Восстановлен в июне 2021 года на средства семьи Беловых (глава — Е.В. Белов).

Главной достопримечательностью деревни является часовня — столобок, относящаяся к так называемым объектам народного православия. Часовня выполнена из камня и состоит из трёх частей — прямоугольного основания, колонновидной опоры и крышеобразного навершия.
Уникальной особенностью часовни является орнамент в виде древних дохристианских символов, имевших определённое сакральное значение для представителей культуры аграрного общества.
В верхней и средней частях часовни четко просматриваются изображения круга, поделенного на двенадцать сегментов, символизирующего древний астральный знак солнца. Двенадцать частей круга также могут означать годовой цикл, количество месяцев в году. На каждой стороне средней столбовидной части также изображена комбинация из трёх ромбов, символизирующих землю, поле, надел, вероятно — трёхпольную систему земледелия.
По воспоминаниям сельчан в навершии ранее были установлены металлический крест и иконы (до 2021 года были утрачены). В июне 2021 года иконостас был восстановлен на средства семьи Беловых (глава — Е.В. Белов).
Также в деревне сооружён памятный камень с именными табличками в честь односельчан — участников Второй мировой войны.

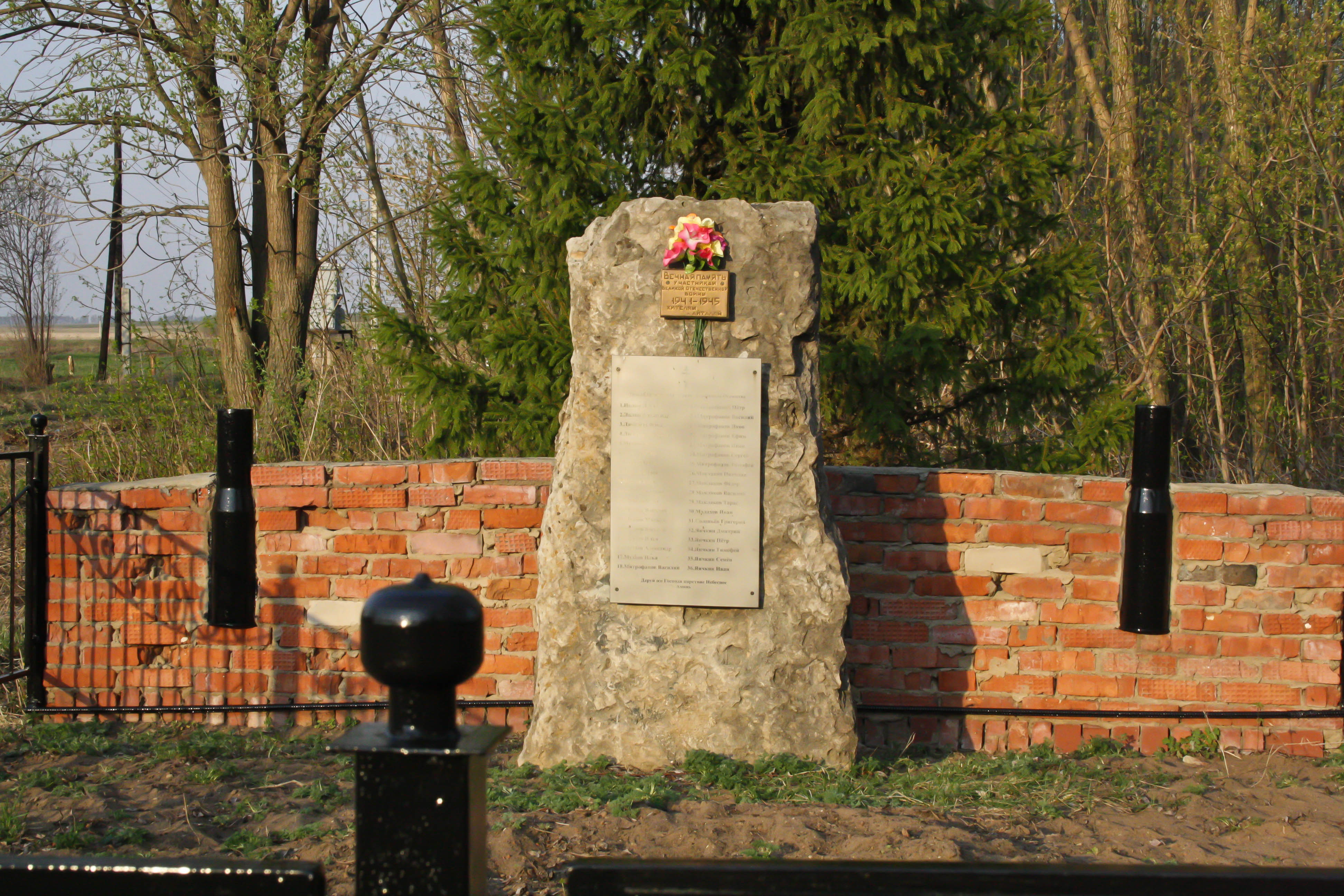
Памятный камень в честь односельчан – участников Второй мировой войны в деревне Айталан. Сооружён в 2005 году. Автор – Любимов А.Ф.

В настоящее время мемориальный комплекс деревни объединяет сразу несколько объектов — часовню, камень с памятными табличками, кирпичную стену с гильзами артиллерийских снарядов, металлическую ограду и ель.